# Фудзи (космический корабль)
Фудзи (ふじ) — японский многоцелевой пилотируемый космический корабль, предложенный к реализации.

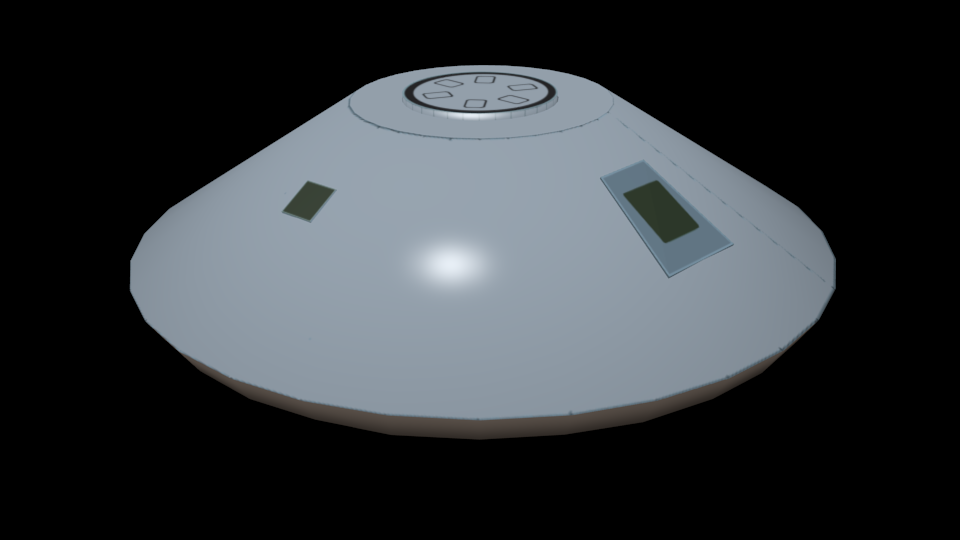
Изображение корабля

Проект традиционного капсульного корабля «Фудзи» был предложен Национальным агентством по исследованию космоса (NASDA) в декабре 2001 года как альтернатива более сложному крылатому многоразовому космоплану HOPE. Проект не был принят к реализации в связи с продолжавшейся в то время разработкой HOPE. 
После отмены проекта HOPE в 2003 году корабль «Фудзи» вновь был предложен сменившим NASDA Японским агентством аэрокосмических исследований (JAXA) как национальное пилотируемое космическое средство со сроком реализации к 2011 году. Существует также альтернативное предложение о создании пилотируемого корабля на базе разрабатываемого варианта со спускаемым аппаратом автоматического грузового корабля HTV «Конотори». Однако, правительство Японии отложило на неопределённое будущее все планы национальных пилотируемых космических программ, кроме японского модуля «Кибо» и грузовых кораблей HTV «Конотори» для Международной космической станции.
Предполагается многоцелевое использование корабля «Фудзи»: как универсальное средство для доставки экипажей и некрупногабаритных грузов на МКС и возвращения их на Землю, для космического туризма и различных других специальных одиночных миссий, а также для полётов к Луне и астероидам в перспективе.
Модульный корабль может запускаться в различных конфигурациях в зависимости от потребностей разных миссий.
В минимальной конфигурации корабль состоит из основного модуля-отсека, являющегося спускаемым аппаратом резко-конической формы диаметром 3,7 м и массой 3 т с абляционной теплозащитой, стоимостью для каждого полёта около 800 миллионов йен с ограниченным на одни-двое суток ресурсом системы жизнеобеспечения (СЖО) и небольшими двигателями коррекции и схода с орбиты.
В экономичной конфигурации основной модуль-отсек оснащается дополнительными оборудованием и двигателями, увеличенным запасом СЖО и топлива для полёта пяти астронавтов в течение нескольких суток.
Стандартная конфигурация корабля включает также расширенный и двигательный модули-отсеки, а также две панели солнечных батарей и рассчитана на продолжительность полёта до одного месяца вплоть до облётов Луны.
Перспективные максимальные конфигурации включают также другие отсеки-модули — лабораторный с противорадиационной защитой, ангарный для роботов и манипуляторов, дополнительный жилой.
В целях сохранности экипажа при аварийных ситуациях на старте предполагается использование традиционной реактивной системы аварийного спасения (САС). Посадка основного модуля производится с помощью традиционной парашютной системы.
В зависимости от конфигурации корабль рассчитан на запуск основными национальными ракетами-носителями H-IIA и H-IIB либо другими.